# Herbal Blend
Herbal Blend – album kompilacyjny miksów didżejskich brytyjskiego zespołu The Herbaliser, wydany 22 września 2003 w Wielkiej Brytanii nakładem wytwórni Ninja Tune. Jest trzecim albumem z serii Solid Steel tejże wytwórni.

## Album

### Historia i muzyka
Seria wydawnicza Solid Steel została zainspirowana programem radiowym o tej samej nazwie „Solid Steel”, który jako pierwszy wykorzystał prawie każdy gatunek muzyczny do ciągłego miksu. Jake Wherry & Ollie Teeba, tworzący duet producencki The Herbaliser wzięli do miksu swoje ulubione utwory, a także te, które brzmiały dobrze z innymi utworami. Wyprodukowany przez nich zestaw obejmuje szerokie spektrum gatunków, od filmowych ścieżek dźwiękowych („Laying The Trap”), klasycznego hip-hopu, tłustego funku („Slick Cat” Carol Kaye), go-go, po utwory imprezowe, takie jak „Groove Is In The Heart”. Całość rozpoczyna nietypowe intro, zawierające mini mashup najważniejszych momentów w karierze The Herbaliser, a zamyka „World Destruction” Timezone połączony z własnym utworem Wherry’ego i Teeby, „Missing Suitcase”. 

### Lista utworów
Lista według Discogs:
| 1.  | „HerbalBlend Intro”                                                                                       | 2:42    |
|     | |         |
| 2.  | Charles Bernstein – „Laying the Trap” / The Herbaliser feat. Rakaa-Iriscience – „Verbal Anime” (Acapella) | 1:21    |
|     | |         |
| 3.  | Cherrystones – „The Broken Clock”                                                                         | 2:43    |
|     | |         |
| 4.  | Rodney P – „Riddim Killa”                                                                                 | 2:08    |
|     | |         |
| 5.  | Harmonic 33 – „Exotica”                                                                                   | 1:56    |
|     | |         |
| 6.  | The Easy Access Orchestra – „Las Chicas” (The Herbaliser Remix) / Mass Influence – „Analyze” (Acapella)   | 4:07    |
|     | |         |
| 7.  | Chicago Gangsters – „Gangster Boogie”                                                                     | 3:19    |
|     | |         |
| 8.  | Wu Tang Clan „Uzi (Pinky Ring)” (Instr) / The Herbaliser Feat MF Doom – „It Ain't Nothin'” (Acapella)     | 2:37    |
|     | |         |
| 9.  | Jay Dee – „Fuck The Police” (Instr) / Run DMC – „Sucker MC's” (Instr)                                     | 1:53    |
|     | |         |
| 10. | DJ Shadow – „The Number Song” (Cut Chemist Party Mix)                                                     | 3:14    |
|     | |         |
| 11. | The Herbaliser feat. Jean Grae – „Tea & Beer” (Freestyle)                                                 | 1:36    |
|     | |         |
| 12. | The Quantic Soul Orchestra – „Pushin' On”                                                                 | 3:18    |
|     | |         |
| 13. | Carol Kaye – „Slick Cat”                                                                                  | 1:23    |
|     | |         |
| 14. | Steinski & Mass Media – „It's Up To You”                                                                  | 3:20    |
|     | |         |
| 15. | The Herbaliser – „Time To Build” (P Brothers Remix)                                                       | 1:06    |
|     | |         |
| 16. | MC Shan – „Juice Crew Law”                                                                                | 3:58    |
|     | |         |
| 17. | DJ Food – „Mella” (The Herbaliser Drive Faster Mix)                                                       | 3:52    |
|     | |         |
| 18. | Peter Thomas Sound Orchestra – „Stars And Rockets”                                                        | 1:30    |
|     | |         |
| 19. | James William Guercio – „The Chase”                                                                       | 1:01    |
|     | |         |
| 20. | DeeeLite – „Groove is in the Heart” (Jelly Jam Beats)                                                     | 1:56    |
|     | |         |
| 21. | Fourth World – „Snake Bite” (The Herbaliser Remix)                                                        | 2:50    |
|     | |         |
| 22. | Tilt – „Arcade Funk”                                                                                      | 4:25    |
|     | |         |
| 23. | Time Zone feat. John Lydon – „World Destruction”/ The Herbaliser – „The Missing Suitcase”                 | 5:46    |
|     | |         |
|     | | 1:02:01 |
|     | |         |

## Odbiór

### Opinie krytyków
John Bush z AllMusic jest zdania, że Jake Wherry i Ollie Teeba, należący do najbardziej hip-hopowych artystów w Ninja Tune odnoszą swoim didżejskim miksem sukces „dzięki przesłodzonemu przepływowi [utrzymanemu] w średnim tempie podziemnego rapu i soundtrack-funku, zwycięskiemu wyborowi utworów i światowej klasy tempu”. Za najlepsze momenty płyty uważa takie utwory jak:„Analyze”, „Gangster Boogie”, „Verbal Anime”, „Arcade Funk”, „The Number Song” i „Groove Is in the Heart””. 
W opinii Scotta Thilla z magazynu XLR8R The Herbaliser „stworzył zestaw DJ-ski, który jest w równym stopniu politycznym sumieniem, tłustymi bitami i humorem, niezależnie od tego, czy łączy „Verbal Anime” acapella z [udziałem] Rakaa z melodią z okropnego filmu Burta Reynoldsa, Gator, czy też przywłaszcza sobie dźwiękowy kolaż Steinskiego na temat przemówienia Dubya „New World Order” („It's Up to You”)”. Autor wyróżnia ponadto Jam Master Jaya, DJ-a Fooda i Jean Grae podsumowując recenzję stwierdzeniem: „Może nie jest to tak klasyczny mixtape, jak klasyczny mixtape giganta radiowego z Los Angeles, KDAY, ale z pewnością jest blisko”.
Noel Dix z magazynu Exclaim! przekonuje, że Herbal Blend „zdecydowanie ma najwięcej do zaoferowania z dotychczasowych artystów w serii Solid Steel. Umiejętności zespołu w zakresie miksowania najlepiej wypadły, jego zdaniem, na początku albumu, zaś nieco słabiej – w jego zakończeniu, które ocenił jako „trochę nużące”. Za „największą gratkę” uznał powrót raperki Jean Grae (znanej również pod pseudonimem What What). W podsumowaniu określił album jako „fantastyczny miks z zaledwie kilkoma czkawkami”.